# 石鍋多加史
石鍋 多加史（いしなべ たかし、1950年9月12日 - ）は日本の歌手、俳優。二期会バリトン会員。

## 主な出演作品
- ミュージカル坂本龍馬（1989年新撰組・豪商・薩摩の侍役、1991年薩摩藩士・海援隊士役）
- ナミヤ雑貨店の奇蹟（2020年、ミュージカルカンパニー イッツフォーリーズ）
- ラ・マンチャの男
- ピノキオ
- アレグロ
- 屋根の上のヴァイオリン弾き
- THE WINDS OF GOD
- カナリヤ
- ヘッダ・ガーブラー
- かもめ
- ラ・マンチャの男
- のうぜい合戦[1]
- バウムクーヘンとヒロシマ[2]